# Satellit
 Satellit, Suécia no Festival Eurovisão da Canção 1979

"Satellit" (Satélite, em português) foi a canção que representou a Suécia no Festival Eurovisão da Canção 1979  interpretado em sueco por  Ted Gärdestad. A referida canção tinha letra de Kenneth Gärdestad, música de Ted Gärdestad e orquestração de Lars Samuelson.
A canção diz-nos que se a a Terra for vista do Universo, não passa de um pequeno planeta, entre muitos outros. 
A canção foi a décima quinta  a ser interpretada ( a seguir à canção holandesa e antes da canção norueguesa cantada por Anita Skorgan.  No final da votação, recebeu 8 pontos e posicionou-se em 17.º lugar, entre 19 países participantes.